# جون غرانت (سياسي كندي)
جون غرانت هو سياسي كندي، ولد في 1 يونيو 1841 في المملكة المتحدة، وتوفي في 12 ديسمبر 1919 في فيكتوريا في كندا.